# Cupa României 2010/11
Der Cupa României, ein rumänischer Fußballpokal, wurde in der Saison 2010/11 zum 73. Mal ausgespielt. Die offizielle Bezeichnung des Wettbewerbs lautete „Cupa României Timișoreana“. Im Endspiel, welches im Stadionul Tineretului in Brașov ausgetragen wurde, siegte Steaua Bukarest im Finale gegen den Stadtrivalen Dinamo Bukarest mit 2:1 und qualifizierte sich dadurch für die UEFA Europa League 2011/12.

## Modus
Die Klubs der Liga 1 stiegen erst in der Runde der letzten 32 Mannschaften ein. Es wurde jeweils nur eine Partie ausgetragen, das Halbfinale wurde in Hin- und Rückspiel entschieden. Fand nur eine Partie statt und stand diese nach 90 Minuten unentschieden oder konnte in beiden Partien unter Berücksichtigung der Auswärtstorregel keine Entscheidung herbeigeführt werden, folgte eine Verlängerung von 30 Minuten. Falls danach noch immer keine Entscheidung gefallen war, wurde die Entscheidung im Elfmeterschießen herbeigeführt.

## Sechzehntelfinale
| Datum              |                              | Ergebnis              |                       |
| ------------------ | ---------------------------- | --------------------- | --------------------- |
| 21. September 2010 | CSU Voința Sibiu             | 3:1 n. V. (1:1, 1:1)  | Gaz Metan Mediaș      |
|                    | Universitatea Cluj           | 1:0 (0:0)             | FC Victoria Brănești  |
|                    | ACU Arad                     | 0:1 n. V.             | CFR Cluj              |
|                    | FC Universitatea Craiova     | 5:0 (2:0)             | Minerul Lupeni        |
|                    | Rapid Bukarest               | 5:0 (3:0)             | Petrolul Ploiești     |
| 22. September 2010 | Juventus Colentina Bukarest  | 1:3 (0:2)             | FC Timișoara          |
|                    | Unirea Urziceni              | 1:0 (1:0)             | Delta Tulcea          |
|                    | Alro Slatina                 | 0:0 n. V. (4:3 i. E.) | FC Vaslui             |
|                    | Sportul Studențesc           | 3:1 (1:0)             | CS Otopeni            |
|                    | FC Silvania Șimleu Silvaniei | 0:1 (0:0)             | FCM Târgu Mureș       |
|                    | Gloria Bistrița              | 3:0 (2:0)             | Astra Giurgiu         |
|                    | Pandurii Târgu Jiu           | 3:2 (1:1)             | FC Viitorul Constanța |
|                    | Dinamo Bukarest              | 2:0 (1:0)             | Ceahlăul Piatra Neamț |
| 23. September 2010 | Chimia Brazi                 | 0:1 (0:1)             | FC Brașov             |
|                    | Astra Ploiești               | 2:1 (1:0)             | Oțelul Galați         |
|                    | Gaz Metan CFR Craiova        | 0:1 (0:0)             | Steaua Bukarest       |

## Achtelfinale
| Datum            |                    | Ergebnis                         |                          |
| ---------------- | ------------------ | -------------------------------- | ------------------------ |
| 26. Oktober 2010 | FC Brașov          | 2:1 (1:0)                        | Universitatea Cluj       |
|                  | FC Timișoara       | 1:1 n. V. (1:1, 1:0) (4:3 i. E.) | CSU Voința Sibiu         |
|                  | Dinamo Bukarest    | 3:1 (3:1)                        | Alro Slatina             |
| 27. Oktober 2010 | Gloria Bistrița    | 1:0 (0:0)                        | Unirea Urziceni          |
|                  | CFR Cluj           | 2:0 (1:0)                        | FCM Târgu Mureș          |
|                  | Steaua Bukarest    | 1:1 n. V. (1:1, 0:1) (3:1 i. E.) | Sportul Studențesc       |
| 28. Oktober 2010 | Pandurii Târgu Jiu | 0:2 (0:1)                        | FC Universitatea Craiova |
|                  | Astra Ploiești     | 0:2 n. V.                        | Rapid Bukarest           |

## Viertelfinale
| Datum             |                 | Ergebnis                         |                          |
| ----------------- | --------------- | -------------------------------- | ------------------------ |
| 10. November 2010 | FC Brașov       | 1:0 (0:0)                        | FC Timișoara             |
|                   | Dinamo Bukarest | 1:1 n. V. (1:1, 0:1) (3:1 i. E.) | FC Universitatea Craiova |
| 11. November 2010 | CFR Cluj        | 0:1 (0:0)                        | Gloria Bistrița          |
|                   | Rapid Bukarest  | 0:1 (0:0)                        | Steaua Bukarest          |

## Halbfinale
| Datum                       |                 | Gesamt    |                 | Hinspiel  | Rückspiel |
| --------------------------- | --------------- | --------- | --------------- | --------- | --------- |
| 20. April 2011/11. Mai 2011 | Steaua Bukarest | (a)1:1(a) | FC Brașov       | 0:0       | 1:1 (0:1) |
| 20. April 2011/12. Mai 2011 | Gloria Bistrița | 1:7       | Dinamo Bukarest | 0:2 (0:0) | 1:5 (1:2) |

## Finale
| Paarung         | Steaua Bukarest – Dinamo Bukarest |
| Ergebnis        | 2:1 (1:1) |
| Datum           | 25. Mai 2011 |
| Stadion         | Stadionul Tineretului, Brașov |
| Zuschauer       | 7.500 |
| Schiedsrichter  | Marius Avram (Bukarest, Rumänien) |
| Tore            | 1:0 Nicolae Dică (24.) 1:1 Gabriel Torje (33.) 2:1 Ștefan Bărboianu (51., Eigentor) |
| Steaua Bukarest | Ciprian Tătărușanu, Ifeanyi Emeghara, Florin Gardoș, George Galamaz, Iasmin Latovlevici, Bănel Nicoliță, Pablo Brandán, Cristian Tănase (90. Walentin Ilijew), Romeo Surdu, Nicolae Dică (62. Eric Bicfalvi), Marius Bilașco (75. János Székely) Cheftrainer: Cosmin Olăroiu   |
| Dinamo Bukarest | Cristian Bălgrădean, Ștefan Bărboianu, Dragoș Grigore, Cosmin Moți, Valeriu Bordeanu, Gabriel Torje, Djakaridja Koné (73. Elis Bakaj), Andrei Mărgăritescu (88. George Țucudean), Cătălin Munteanu, Ionel Dănciulescu (67. Liviu Ganea), Marius Alexe Cheftrainer: Ioan Andone |